# Carte xD
Le format xD (ou xD Picture Card) est une carte mémoire utilisée pour les appareils photos, mais aussi pour les téléphones et ordinateur, principalement soutenue par Olympus et Fujifilm, qui l'ont abandonnée progressivement à partir de la fin 2010 pour la carte SD.

## Histoire
Le format xD a été développé par Olympus et Fujifilm, pour remplacer le vieux format SmartMedia. C'est un format de cartes mémoire propriétaire, de moins en moins utilisé : les appareils Olympus et Fuji actuels utilisent des cartes SD.
Historiquement, le format xD a été créé pour remplacer le format SmartMedia, en perte de vitesse et limité à 128 Mo.
Certains appareils Olympus à carte xD peuvent lire les cartes microSD/microSDHC à l'aide de l'adaptateur MASD-1.

## Spécificités du format
Les cartes xD sont particulières sur un point important : le contrôleur n'est pas intégré sur la carte mais dans le dispositif de lecture. Alors que tous les autres formats de cartes mémoire intègrent un contrôleur qui permet de gérer la mémoire flash, les cartes xD (et leur ancêtre SmartMedia) en sont dépourvues. En pratique, on peut considérer que les cartes xD sont assimilables à une puce de mémoire flash dans un boîtier simple à utiliser.
Les avantages de l'absence de contrôleur sont intéressants en théorie : pas de limites de capacités, pas de limites de vitesse et un coût en théorie plus faible pour les cartes, étant donné qu'il y a moins de composants. En pratique, c'est différent : comme le contrôleur doit être intégré dans le lecteur, ce dernier est plus cher, et la vitesse et la capacité maximale des cartes dépendent essentiellement de ce dernier.

## Les différentes cartes et la compatibilité

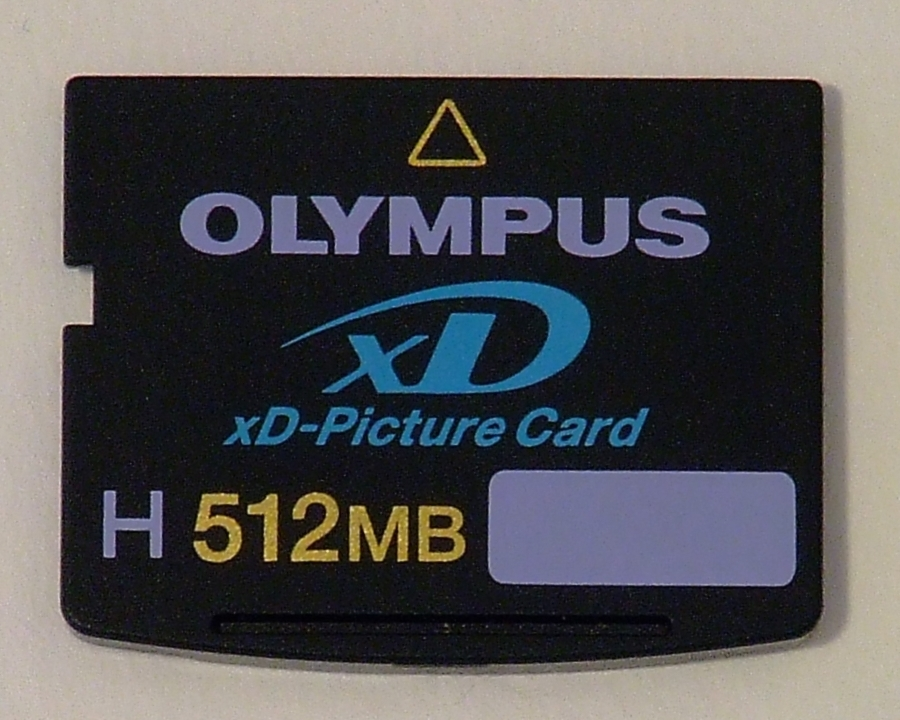
Carte xD de type H

Il existe trois types de cartes xD : les cartes standards, utilisables dans tous les appareils acceptant les cartes xD, les cartes xD de Type M et les cartes xD de Type H. Les Type M utilisent de la mémoire MLC (Multi Level Cell) qui permet d'offrir des capacités élevées, au détriment du débit, alors que les cartes xD de Type H utilisent de la mémoire SLC (Single Level Cell), plus rapide mais plus onéreuse et surtout limitée en capacité.
Les trois versions des cartes sont identiques d'aspect, mais des incompatibilités existent. Tous les appareils dotés d'un emplacement xD sont capables de lire et écrire sur des cartes xD standards, mais les cartes xD de Type M et de Type H posent souvent des problèmes. Il est toujours nécessaire de se référer au manuel de son appareil pour vérifier la compatibilité avant d'acheter une carte xD de Type M ou de Type H.
Enfin, un des problèmes les moins connus provient de l'origine de la carte : certaines fonctions, comme le mode Panorama sur les appareils Olympus, sont réservés à des cartes provenant d'un constructeur en particulier. Et cette provenance ne peut être déterminée qu'avec l'emballage d'origine de la carte : la marque sérigraphiée sur les cartes (Fujifilm ou Olympus) ne renseigne que sur la provenance d'origine de la carte, pas sur le constructeur en lui-même. Une carte sérigraphiée Olympus mais vendue par Sandisk ne pourra pas accéder au mode Panorama, car ce mode nécessite une carte sérigraphiée Olympus et vendue par Olympus.
En janvier 2008, Olympus a annoncé un nouveau format, plus rapide (1,5x), le M+. Compatible avec les cartes de Type M, les cartes M+ seront disponibles dès avril 2008.

## Informations techniques

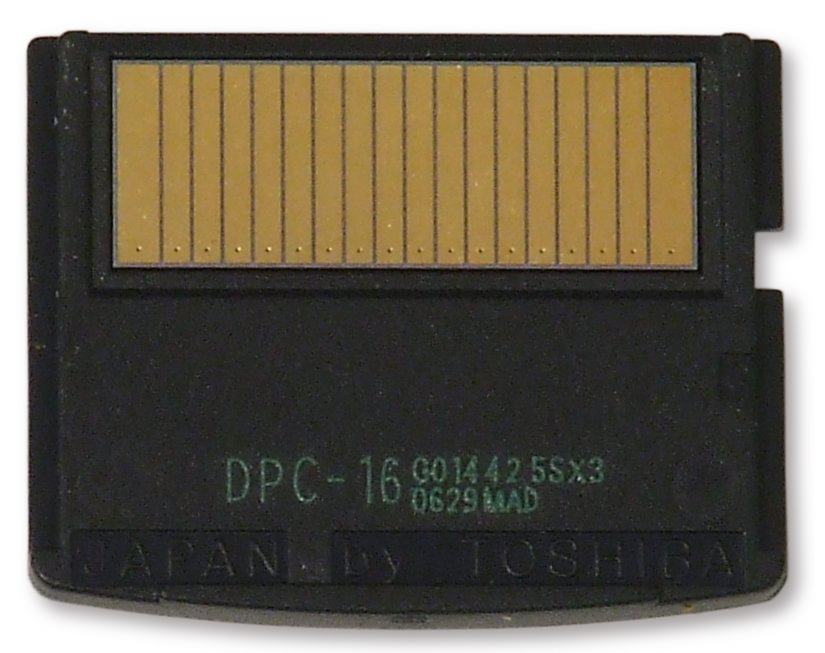
Arrière d'une carte xD montrant les 18 pins.

En janvier 2008, les cartes xD sont disponibles avec une capacité maximale de 2 Go, que ce soit les cartes de Type M ou de Type H. Les cartes les plus rapides peuvent atteindre 6 Mo/s en lecture et 3 Mo/s en écriture avec un lecteur adapté.
- Dimensions : 20 mm x 25 mm x 1,7 mm
- Masse : 2 grammes
- Connecteur : 18 pins
- Tension de fonctionnement : 3,3 V